# Обыкновенная овсянка
Обыкновенная овсянка (лат. Emberiza citrinella) — мелкая птица семейства овсянковых, хорошо узнаваемая по яркому золотисто-жёлтому оперению на голове и груди. Природная область распространения — умеренные широты Европы и Азии, где овсянка ведёт оседлый образ жизни либо в холодные зимы откочёвывает в южные части ареала. Завезена в Новую Зеландию, где прекрасно прижилась и в настоящее время встречается чаще, чем в пределах родного ареала.
Биотопы — открытые пространства с неровным рельефом и прореженной древесной или кустарниковой растительностью — лесные опушки, поляны, просеки, лесополосы и лесопарки. Зимой часто держится полей и вблизи жилья человека. Гнездится на земле, в небольшой ямке или в траве среди кустиков, 2—3 раза в год. В России многочисленный и наиболее распространённый вид большого семейства овсянок.

## Описание

### Внешний вид

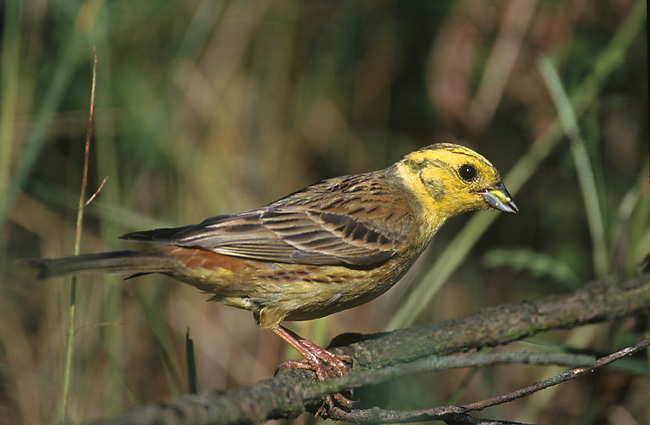

Овсянка достаточно крупная, размером с воробья, но по сравнению с ним более длиннохвостая. Длина тела 16—20 см, размах крыльев 26—30 см, масса 23—36 г. Самец в брачном наряде выделяется большим количеством золотисто-жёлтых тонов в верхней части головы, щеках, подбородке, груди и брюхе. На лбу, по бокам головы и щеках характерный рисунок из поперечных полос серовато-оливкового цвета. На зобе и груди многочисленные продольные пестрины, заходящие на брюхо и имеющие оттенки от серовато-оливкового в верхней части до ржавчато-каштанового в нижней. Спина серовато-каштановая с тёмными продольными пестринами. Крылья и рулевые тёмно-коричневые. Поясница и надхвостье каштановые. Клюв массивный и короткий.
Самка в целом похожа на самца, но окрашена более тускло. Жёлтые тона в оперении не такие яркие и имеют небольшой зеленоватый оттенок, а коричневый цвет заменён бурым. Молодые птицы вне зависимости от пола похожи на самок. Полёт волнообразный, несколько рывками.

### Голос
Песня самца — негромкий мелодичный крик «зинь-зинь-зинь-зии-циик», состоящий из 5—8 монотонных слогов с повышением или понижением на последнем слоге, после которого обычно следует продолжение в виде разнообразных пассажей вроде протяжного «чжии». Самец часто поёт, сидя на верхушке дерева или куста, и особо интенсивно ранним утром, успевая исполнить за час до 300 мелодий. Активное пение продолжается с апреля по вторую половину июля, хотя отдельные особи могут голосить уже начиная с конца зимы, а также в начале августа. Позывка — резкое и неблагозвучное циканье.

## Распространение

### Ареал

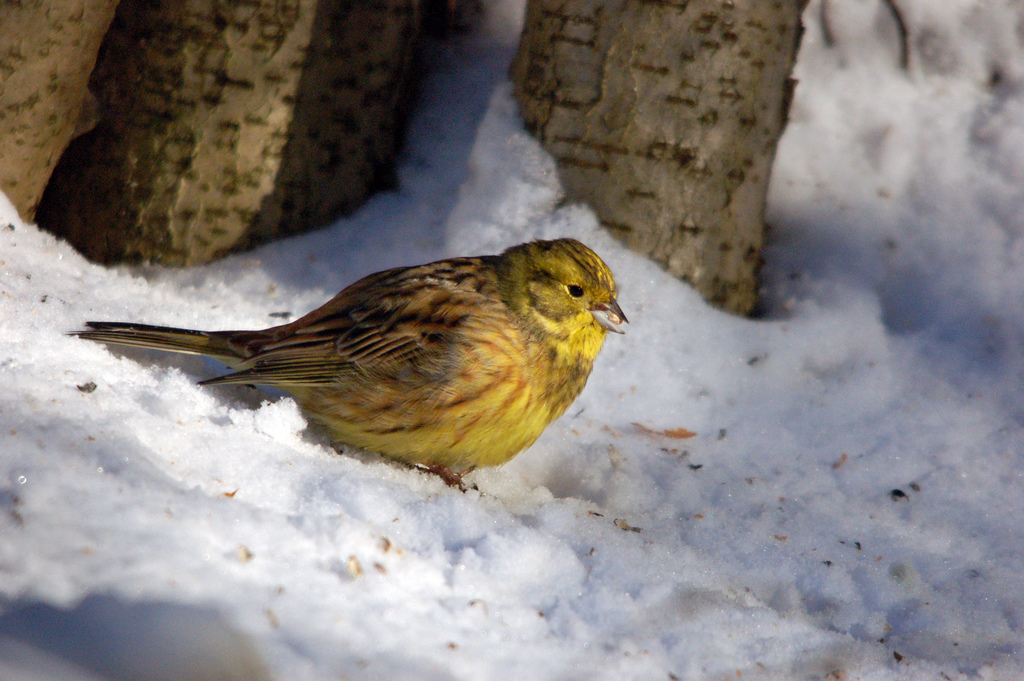
Во времена массового использования лошадей овсянки зимой концентрировались возле постоялых дворов и конюшен, где кормились овсом — отсюда русское название

Распространена на большей части Европы, в Иране и в Западной Сибири на восток до долины реки Чона в бассейне Вилюя и западного побережья Байкала. В Западной Европе не гнездится лишь на юге Пиренейского полуострова (южнее долины реки Дору), вдоль средиземноморского побережья Франции, на юге Италии и вдоль берегов Балканского полуострова, однако зимой встречается и там. На север поднимается в Скандинавии до 70° с. ш., на Кольском полуострове до 68° с. ш., восточнее в Европейской части России, а также в долинах Оби и Енисея до 66° с. ш.
В пределах бывшего СССР южная сплошная граница гнездового ареала проходит через южную Молдавию, на Украине не южнее 47° с. ш., огибает с севера Таганрогский залив, далее на восток вдоль нижнего течения Иловли. Изолированный участок имеется на Кавказе и в Закавказье до иранских гор Загрос и Эльбурс. В бассейнах Волги и Урала к югу до 49° с. ш., в долине Илека до 50° с. ш., в бассейне Ишима и в северном Казахстане до 53° с. ш., восточнее к югу до района Караганды, Тарбагатая, южных отрогов Алтая, Тувы, Кентея.

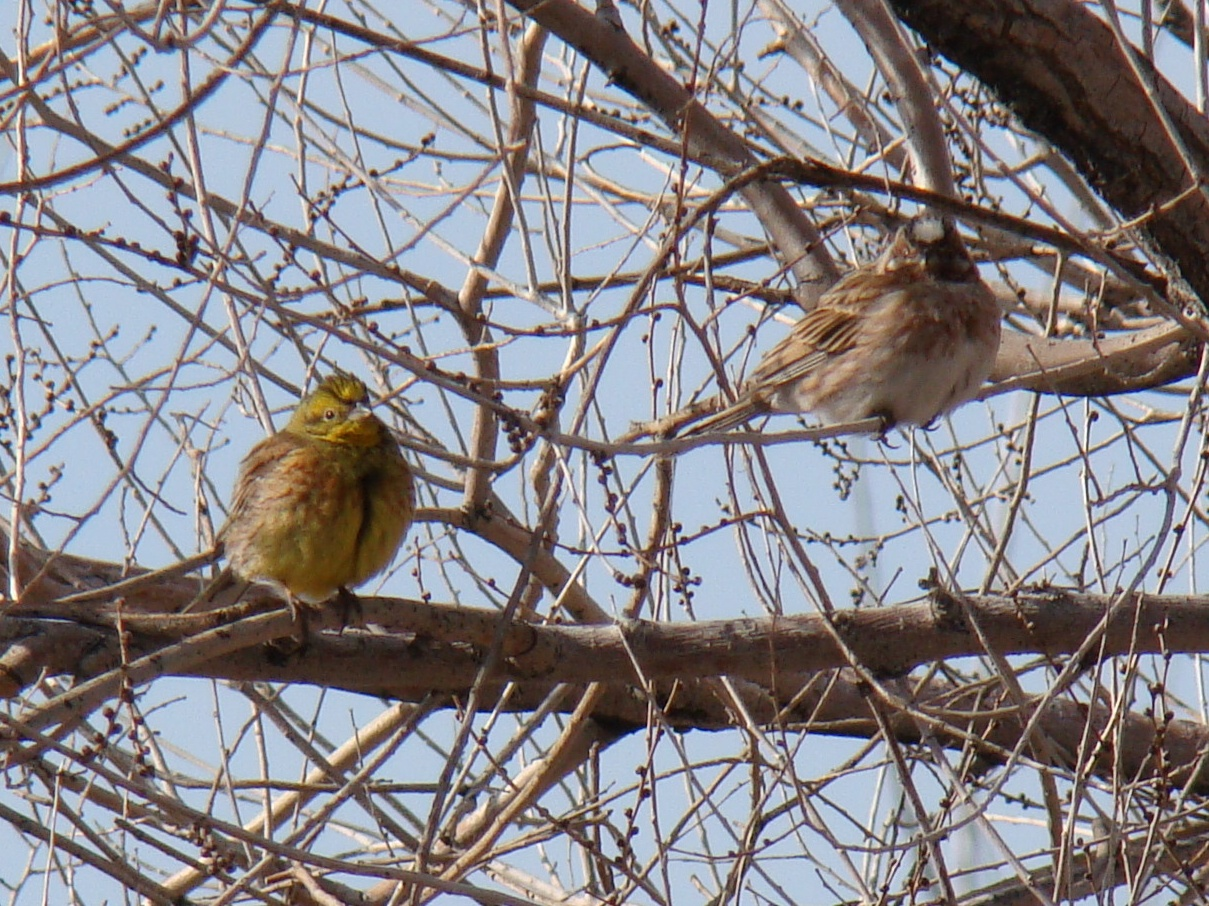
самцы обыкновенной и белошапочной овсянок в смешанной стае на зимовке

В 1862 году обыкновенная овсянка была сознательно интродуцирована из Великобритании в Новую Зеландию, где благодаря большей доступности кормов в зимний период и меньшему количеству природных хищников успешно размножается. Если в Европе в последние десятилетия численность овсянок резко сократилось (возможно, вследствие более рациональных методов сбора урожая зерновых и сокращения гужевого транспорта), то в Новой Зеландии, наоборот, возросло. По оценкам специалистов, в настоящее время плотность гнездовий овсянок на островах в 3 раза выше, чем в Великобритании.
В восточной части ареала обыкновенная овсянка может скрещиваться с белошапочной овсянкой, иногда образуя гибридные популяции.

### Места обитания

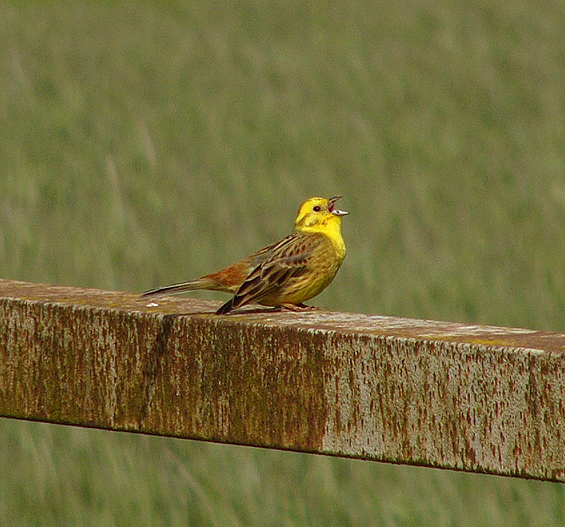
Поющая овсянка

Районы обитаний — разнообразные леса, лесостепи, где отдаёт предпочтение сухим открытым ландшафтам с разреженной древесной растительностью, в том числе и кустарниковой. В лесу обитает на опушках, полянах с молодой порослью, зарастающих вырубках, вдоль железных и шоссейных дорог, под линиями электропередач, на не заболоченных поймах рек и озёр, по окраинам болот и полей. В лесостепи часто селится в лесопосадках. Человека не избегает и при подходящих условиях селится даже в городской черте, в гнездовой период охотно занимает места с неровным рельефом, редко посещаемые людьми — насыпи, овраги, канавы и т. п. Зимой встречается на окраинах населённых пунктов, в убранных полях и огородах. Во времена использования лошадиной тяги в холодное время года кормилась овсом на постоялых дворах и возле конюшен, за что и приобрела своё русскоязычное название. В горы поднимается до субальпийского пояса, где держится среди кустарников.

## Размножение
Половая зрелость наступает уже в годовалом возрасте.
К гнездованию большинство птиц приступает во второй половине апреля или начале мая. Первыми к местам гнездовий прибывают самцы и, усевшись на вершину какого-нибудь дерева или кустика, часто и подолгу поют. Самки прилетают дней через 10 после самцов, и вскоре после прибытия самостоятельно приступают к обустройству гнезда. Гнездо в виде рыхлой неглубокой чашечки из сухих размочаленных стеблей и листьев злаков, располагается на земле в ямке или редкой траве, часто на склоне канавы или оврага, под прикрытием кустика или упавших веток. Иногда помимо травы добавляется небольшое количество мха, лишайника, конского волоса или шерсти парнокопытных животных. Очень редко встречаются гнёзда, расположенные над землёй. Так, в Ленинградской области описаны два случая устройства гнезда на ветвях густой молодой ёлочки на высоте около метра от земли. Диаметр гнезда 8—13 см, высота гнезда 5—8 см, диаметр лотка 5—8 см, глубина лотка 4—5 см.

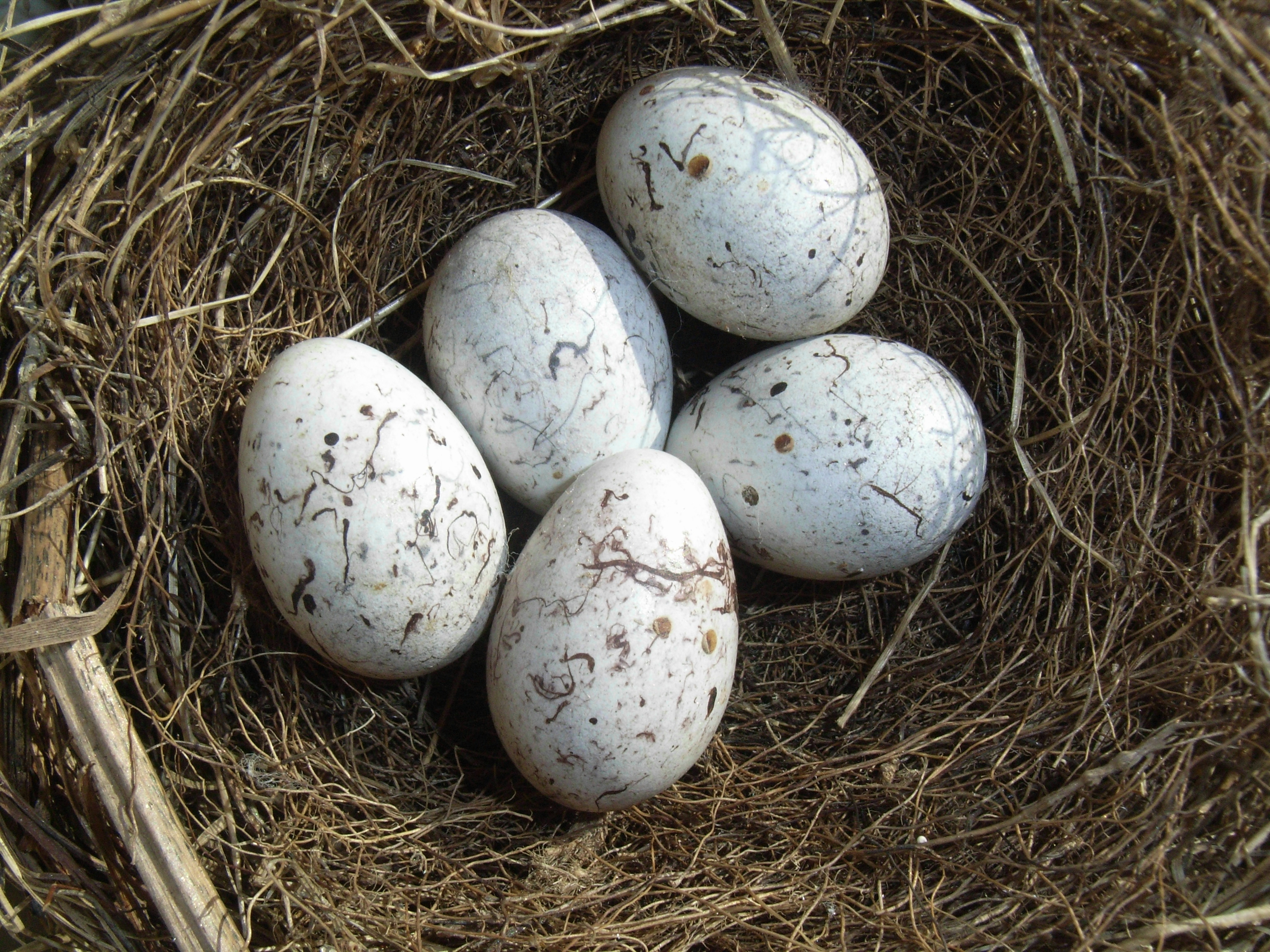
Кладка

В сезон обычно 2 кладки, каждая из которых содержит 2—6 (обычно 4—5) яиц характерной «толстой» формы и светлого — голубовато-серого, светло-фиолетового, розоватого оттенка и причудливого ржавчато-бурого или тёмного рисунка в виде завитушек, запятых, крапинок и пятен. Размеры яиц: (19-23) х (15-18) мм. Насиживает одна самка в течение 12—14 дней, начиная с предпоследнего или последнего яйца. В обязанности самца входит добыча корма. При приближении животного либо человека наседка покидает гнездо, взлетает на ветку близлежащего дерева и изредка подаёт тревожные сигналы — протяжный высокий свист или отрывистое циканье. Напуганная птица может и вовсе покинуть гнездо. Если в гнезде уже появились птенцы, родители пытаются отвести хищника от гнезда — падают в траву у самого носа и затем отползают в сторону, изображая раненую птицу.
Птенцы первого выводка появляются в средней полосе России начиная с середины мая. При вылуплении они покрыты густым рыжеватым или серовато-бурым пухом, имеют розовую либо малиново-красную полость рта. Через 12—13 дней птенцы самостоятельно покидают гнездо, а ещё через 3—5 дней учатся летать. Выкармливают потомство оба члена пары, однако ещё до того, как птенцы начинают самостоятельно добывать себе корм, самка оставляет гнездо на самца и приступает к строительству второго, а затем и следующей кладке. Осенью молодые и взрослые особи сбиваются в стаи и откочёвывают на открытые пространства, где корма более доступны. Иногда характер таких кочёвок приобретает масштаб полномасштабных миграций, выходящих за границы природного ареала. Средняя продолжительность жизни птиц — 3 года. Самая старая овсянка была зарегистрирована в Германии, её возраст составил более 13 лет.

## Питание
Основу питания составляют растительные корма — зёрна злаков (ячменя, овса), семена разнообразных трав (мятлика, овсяницы, плевела, крапивы двудомной, щавеля, горца птичьего, мари белой (Chenopodium album), звездчатки средней, ясколки (Cerastium), горошка, клевера, незабудки, одуванчика, василька, цицербиты (Cicerbita), тысячелистника, подорожника и др).
В период размножения также употребляет в пищу мелких беспозвоночных — коллембол, подёнок, кузнечиков, тараканов, уховёрток, полужесткокрылых, сетчатокрылых, ручейников, пилильщиков, пауков, мокриц и т. д. Птенцы обычно выкармливаются смешанными кормами, причём вначале приносят им фрагментированную пищу в зобе, а затем и целиком.

## Классификация
Обыкновенная овсянка была впервые научно описана шведским врачом и натуралистом Карлом Линнеем в 1758 году в 10-м издании его Системы природы. Родовое название Emberiza происходит от древнего немецкого слова «embritz», которым называли разных мелких птиц — воробьёв, славок, а также овсянок. Видовое название citrinella имеет латинский корень и является производным от слова «citreus», лимон — таким образом Линней подчеркнул яркое лимонно-жёлтое оперение птицы.